# Ервін Ведель
Ервін Ве́дель (нім. Erwin Wedel; 9 квітня 1926, Ной-Лібенталь, Одеська область) — німецький славіст, русист. Почесний професор славістики університету в м. Реґенсбурґ (Німеччина). Почесний доктор Одеського університету.

## Біографія
- Автор дослідження «Lesja Ukrainka Lyrik in europäischen Literatur und Kultur» («Лірика Лесі Українки в європейській літературі і культурі»), опублікованих у збірнику «Lesja Ukrainka und die europäische Literatur» («Леся Українка та європейська література», Кельн; Ваймар; Відень, 1994);
- Огляду перекладів українських творів на німецьку мову кінця 19-го та 20-го століть;
- Статей «До сприйняття української літератури в німецькомовному середовищі. Огляд перекладацьких здобутків в XIX—ХХ столітті» // «Культура і література в минулому і сьогодні: Матеріали українсько-німецького симпозіуму», Київ, 1999; «Zum Problem der Zyklisierung in der ukrainischen Lyrik des 20 jhs. Maxym Rylskyj und seine Dichtungszyklen der 1910—50-er jj.» («До проблем творення циклів в українській ліриці 20-го століття: Максим Рильський і його поетичні цикли 1910—50-х рр.») // «Magdeburger Symposium».